# Casa Buxalleu
La casa Buxalleu és un edifici d'Arenys de Mar (Maresme) protegit com a bé cultural d'interès local.

## Descripció
És una casa de tres plantes amb portal i finestra a la planta baixa, un únic balcó uneix les dues obertures del primer pis i al segon hi ha finestres. A la planta baixa hi ha decoració de rajoles en forma de sanefes. La casa té l'aspecte de finals de segle passat o principis d'aquest, però a la llinda del portal d'entrada hi figura la data de 1783.